# Byamossarna
Byamossarna är ett naturreservat i Arvika kommun i Värmlands län.
Området är naturskyddat sedan 2015 och är 723 hektar stort. Reservatet består av skog och myrar. 